# Rio Santo Amaro
O rio Santo Amaro é um curso d'água brasileiro que banha o estado do Maranhão. É um dos formadores da bacia rio Itapecuru.